# Książęta perejasławscy
Władcy księstwa perejasławskiego
| Imię                               | Daty panowania |
| ---------------------------------- | -------------- |
| Jarosław I Mądry                   | 1019–1024      |
| Mścisław I Chrobry                 | 1024–1036      |
| Jarosław I Mądry                   | 1036–1054      |
| Wsiewołod I                        | 1054–1073      |
| Dawid Światosławowicz              | 1073–1076      |
| Włodzimierz I Monomach             | 1077–1078      |
| Rościsław Wsiewołodowicz           | 1078–1093      |
| Włodzimierz I Monomach             | 1093–1113      |
| Światosław Włodzimierzowicz        | 1113–1114      |
| Jaropełk                           | 1114–1132      |
| Wsiewołod II Mścisławowicz         | 1132           |
| Jurij I Dołgoruki                  | 1132           |
| Izjasław I Mścisławicz             | 1132           |
| Wiaczesław I                       | 1132–1134      |
| Jerzy Dołgoruki                    | 1134           |
| Andrzej I Dobry                    | 1134–1142      |
| Wiaczesław I                       | 1142           |
| Izjasław II Pantelejmon            | 1142–1146      |
| Mścisław Izjasławicz               | 1146–1149      |
| Rościsław I Juriewicz              | 1149–1151      |
| Mścisław Izjasławicz               | 1151–1154      |
| Gleb I Juriewicz                   | 1154–1170      |
| Włodzimierz II Glebowicz           | 1170–1187      |
| Jarosław II Piękny                 | 1187–1198      |
| Jarosław III Fiodor Wsiewołodowicz | 1200–1206      |
| Włodzimierz Rurykowicz             | 1206–1213      |
| Włodzimierz III Wsiewołodowicz     | 1213–1215      |
| Michał Czernihowski                | 1215–1227      |
| Św. Wsiewołod III Konstantynowicz  | 1227–1228      |
| Światosław III Wsiewołodowicz      | 1228–1238      |